# Соул, Зои
Зои Соул (англ. Zoë Soul), также известна как Зои Борд (англ. Zoe Borde) — американская актриса.

## Биография
Зои Соул родилась 11 июня 1994 года в Мехико. Выросла в Калифорнии, США.
Дебютировала на телевидении в 2006 году. В 2011 году снялась в 25 эпизодах сериала «Рид между строк». В 2013 году получила премию «Национального совета кинокритиков США» в категории «Лучший актёрский ансамбль» за роль в фильме «Пленницы». В 2014 году снялась в фильме «Судная ночь 2».
Также Зои поёт в собственной группе «Zoë and the Bear».

## Фильмография
| Год  |     | Русское название     | Оригинальное название                       | Роль            |
| ---- | --- | -------------------- | ------------------------------------------- | --------------- |
| 2006 | с   | Всё о нас            | All of Us                                   | девушка         |
| 2011 | с   | Рид между строк      | Reed Between the Lines                      | Кейси Рейнольдс |
| 2013 | ф   | Пленницы             | Prisoners                                   | Элайза Бирч     |
| 2013 | кор | Здравый ум           | Right Mind                                  | Жасмин          |
| 2014 | тф  | Море огня            | Sea of Fire                                 | Соня Харпер     |
| 2014 | кор | Собаки на расстоянии | Dogs in the Distance                        | девушка         |
| 2014 | ф   | Судная ночь 2        | The Purge: Anarchy                          | Кали Санчес     |
| 2015 | с   | Одинокие леди        | Single Ladies                               | Кейси Бриджес   |
| 2017 | ф   |                      | The Last Two Lovers at the End of the World | девушка         |
| 2018 | ф   |                      | Unfollowed                                  | девушка         |
| 2019 | кор |                      | Brown With Blue                             | Блю             |